# Municipio de San Luis Acatlán
El municipio de San Luis Acatlán es uno de los 85 municipios que conforman el estado de Guerrero, al sur de México. Se sitúa dentro de la región de la Costa Chica del estado, que forma parte de la Región Mixteca Nahua - Tlapaneca. Es una de las principales poblaciones de la zona, y es conocida en México por la celebración de su carnaval, en que se verifica la "Danza de la Conquista", en la que se representa el enfrentamiento de españoles y mexicas, la "Danza de los Doce Pares de Francia", en la que se escenifica la guerra por el dominio de Tierra Santa, la "Danza de los Siete Vicios", representación alegórica de las virtudes y los vicios del hombre, la "Danza de los Tlaminques", juego escénico de la vida agrícola y sus problemas, principalmente contra el tigre que ataca al ganado, "Las Mojigangas", representación picaresca de personajes que salen a las calles para pedir donaciones económicas. 
Pero la danza que más destaca en San Luis Acatlán es la Danza de Los Apaches o Yopes en donde se representa la guerra entre el pueblo yope-afrodescendiente contra el imperio español quien es derrotado. Cada año durante los días 15 y 16 de septiembre, participan alrededor de 300 danzantes vestidos con penachos de plumas y tiznados con carbón molido y aceite o manteca, alegrando así las festividades en conmemoración de la Independencia de México.
Es el lugar de nacimiento del guerrillero Genaro Vázquez Rojas.

## Toponimia
El municipio de San Luis Acatlán debe su nombre a que el sitio en que se localiza su cabecera fue descubierto por los españoles el 25 de agosto de 1522, es decir, el día de la festividad de San Luis Rey de Francia. El topónimo Acatlán (náhuatl: ácatl = caña; -tlan = sufijo de localidad: En el cañaveral) le fue impuesto por un grupo de indígenas que llegaron al lugar en 1750, procedentes de la localidad mixteca de Acatlán, en el actual estado de Puebla. La ciudad de San Luis Acatlán tiene 501 años de fundación por lo que es triste ver que después de más de 5 siglos la ciudad aún padece mucha pobreza y falta de desarrollo.

## Geografía
Al sur de Chilpancingo de los Bravo, capital del estado de Guerrero, se localiza el municipio de San Luis Acatlán, perteneciente a la región de Costa Chica, aun cuando carece de salida al mar. Dista a 158 kilómetros del puerto de Acapulco de Juárez, uno de los principales centros turísticos de México. Las coordenadas extremas de San Luis Acatlán son 16°32' - 16°41' de latitud norte, y 98°03' - 98°51' de longitud oeste. Antes de la escisión de una de sus comunidades para formar el municipio de Iliatenco, San Luis Acatlán limitaba al norte con Acatepec, Tlacoapa, Malinaltepec y Metlatónoc; al este, con Igualapa; al sur, con Azoyú, Cuautepec y Copala; y al poniente con Marquelia y Ayutla. San Luis Acatlán es considerado el parte aguas entre Costa Chica y la Región Montaña (pie de la Montaña) reflejándose el cambio de clima, vegetación y tipo de suelo, asiendo de este municipio un lugar con tierras muy fértiles donde se da el arroz, frijol, jamaica, maíz, ajonjolí, sorgo, calabazas y una gran variedad de frutos.
El municipio tiene una superficie de 704,40 kilómetros cuadrados. Forma parte de la Provincia Geológica de la Sierra Madre del Sur, como la mayor parte del estado de Guerrero. Casi la mitad de su extensión corresponde a las simas de la montaña, en tanto que la tercera parte es plana y el resto es montañoso. La elevación principal es el cerro Telpizahual. Los suelos dominantes son el chernozem y el podsol, aptos para la agricultura y la ganadería. El municipio es irrigado por los ríos San Luis y Marquelia, que en la época de lluvia —entre mayo y octubre— presentan crecientes importantes.

## Demografía

### Localidades
En el censo de 2020 el municipio de San Luis Acatlán contaba con 92 localidades.
| Código INEGI      | Localidad                | Población (2020) |
| ----------------- | ------------------------ | ---------------- |
| 120520001         | San Luis Acatlán         | 9 582            |
| 120520026         | Yoloxóchitl              | 3 712            |
| 120520009         | Pueblo Hidalgo           | 3 697            |
| 120520008         | Cuanacaxtitlán           | 3 494            |
| 120520010         | Atotonilco de Horcasitas | 1 970            |
| 120520006         | Buena Vista              | 1 782            |
| 120520025         | Tlaxcalixtlahuaca        | 1 577            |
| 120520012         | Jolotichán               | 1 453            |
| 120520017         | Pascala del Oro          | 1 247            |
| 120520022         | Río Iguapa               | 1 085            |
| 120520096         | Mixtecapa                | 1 077            |
| Otras localidades | Otras localidades        | 15 594           |
| Total municipal   | Total municipal          | 46 270           |